# Katedrála v Southwarku

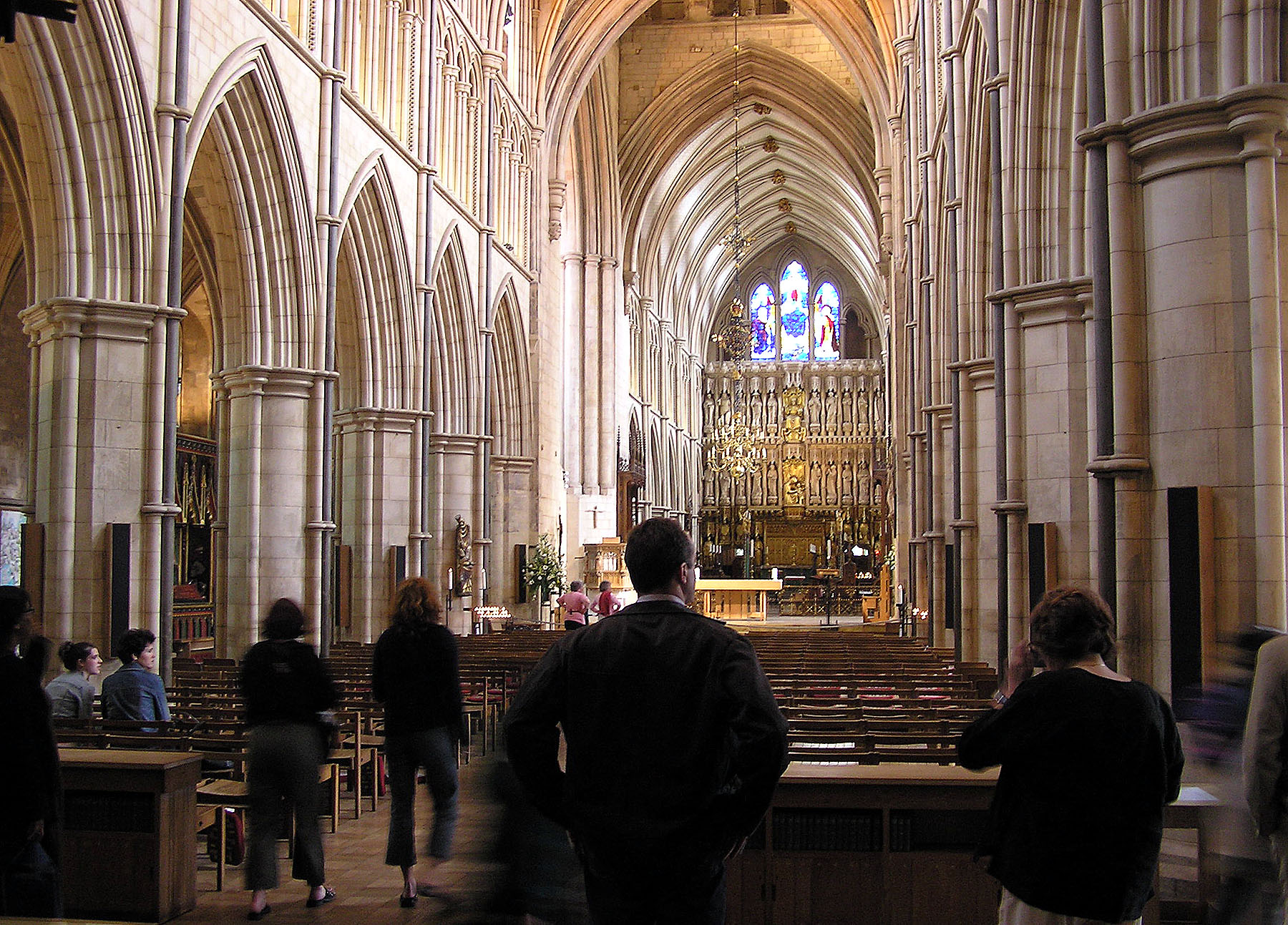
Hlavní loď katedrály

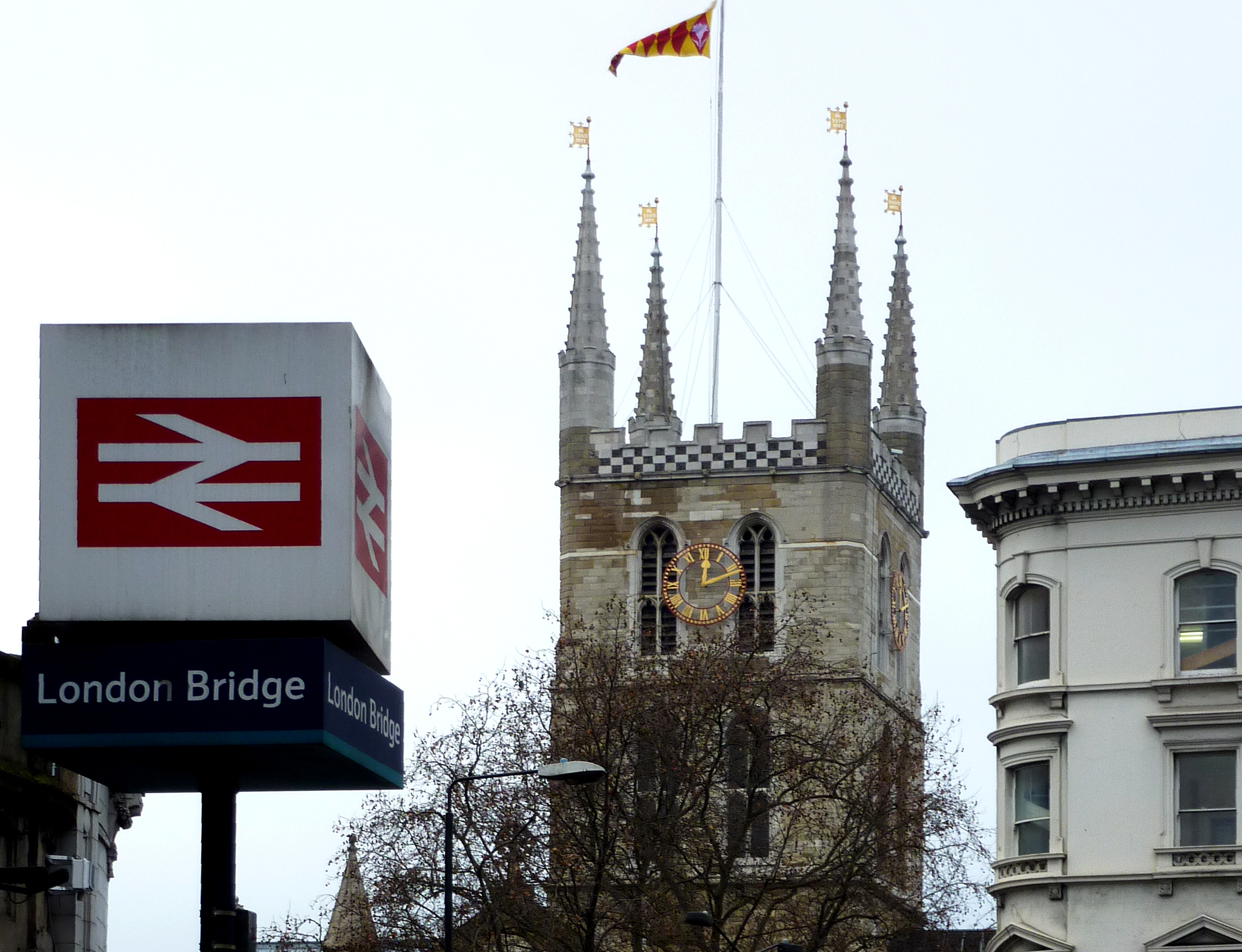
Southwark Cathedral

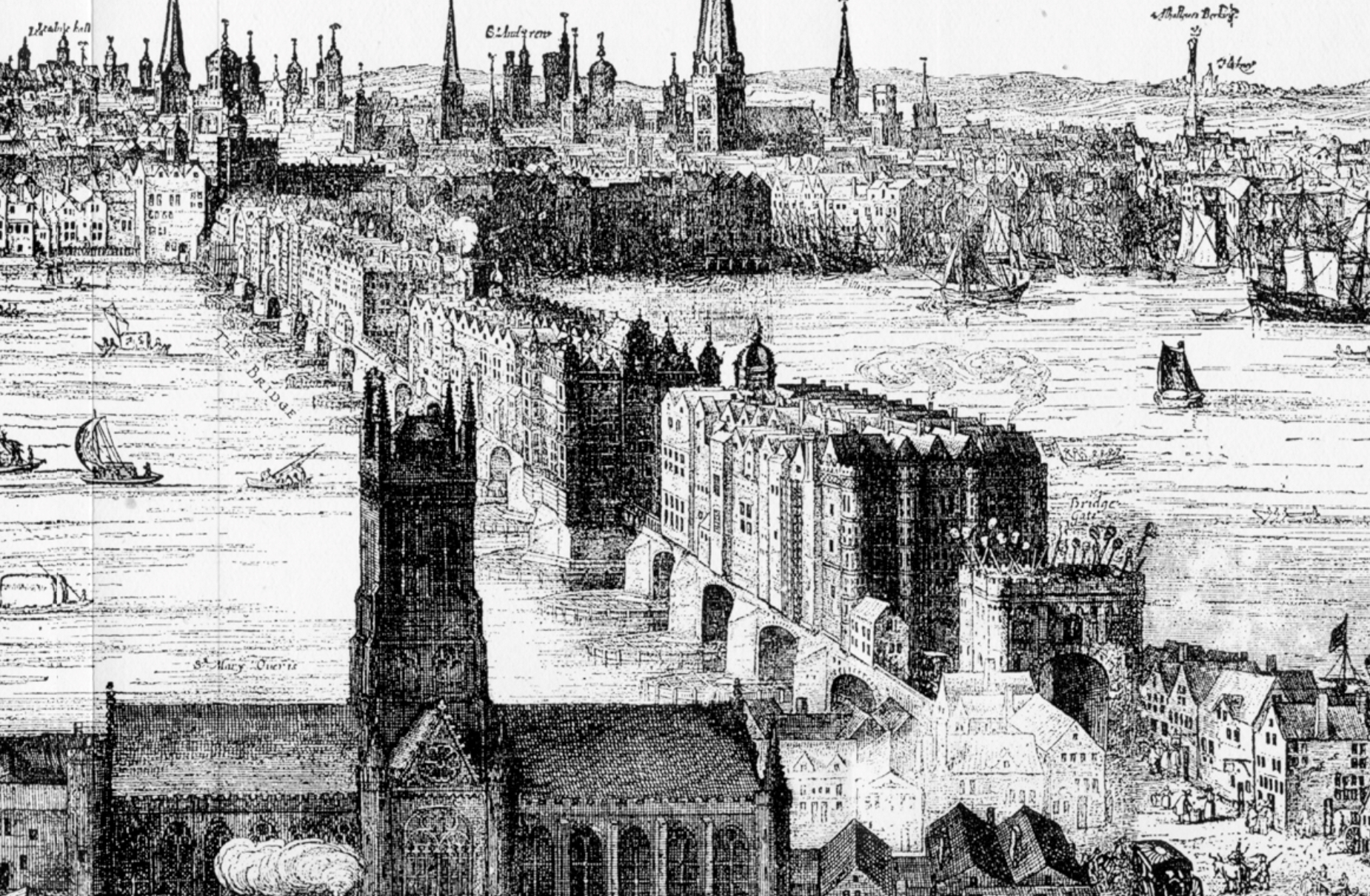
Southwark Cathedral se starým Londýnským mostem v pozadí; kresba z roku 1616

Katedrála v Southwarku je katedrála v londýnské čtvrti Southwark, stojící v blízkosti mostu London Bridge na jižním břehu řeky Temže.

## Dějiny

### Do 12. století
Kostel je na tomto místě již déle než tisíc let. Nejstarší zmínku o něm obsahuje Domesday Book, Kniha posledního soudu (z roku 1086), podle níž o kostele, který sloužil oblasti na jižním břehu Temže, zřejmě rozhodoval nevlastní bratr Viléma Dobyvatele, biskup Odo z Bayeux.
V roce 1106 zde za panování Jindřicha I. bylo augustiniánské převorství pod patronátem biskupů z Winchesteru, kteří si v roce 1149 postavili londýnské sídlo, Winchesterský palác, v bezprostředním sousedství kostela ve směru na západ. Z paláce se zachovala zeď s rozetou v ulici Clink Street.

### Gotická (a novogotická) rekonstrukce
Z kostela, tehdy zasvěceného Panně Marii, se dochovalo několik středověkých detailů. V roce 1212 byl vážně poškozen požárem. Přesná data nejsou známa (nynější podoba kostela údajně pochází z let 1220–1420), ale i vzhledem k tomu, že k rekonstrukci došlo v 13. století, se stal prvním londýnským gotickým kostelem. Jeho základní dispozice stále má tvar kříže s hlavní lodí se šesti kaplemi, s příčnými loděmi, věží nad jejich křížením, presbytářem a kaplí Panny Marie. Za obzvlášť vynikající prvky gotické architektury bývá pokládán gotický chór a hrobka Johna Gowera (asi 1325–1408, básníka a současníka Geoffreyho Chaucera, který v této čtvrti žil.

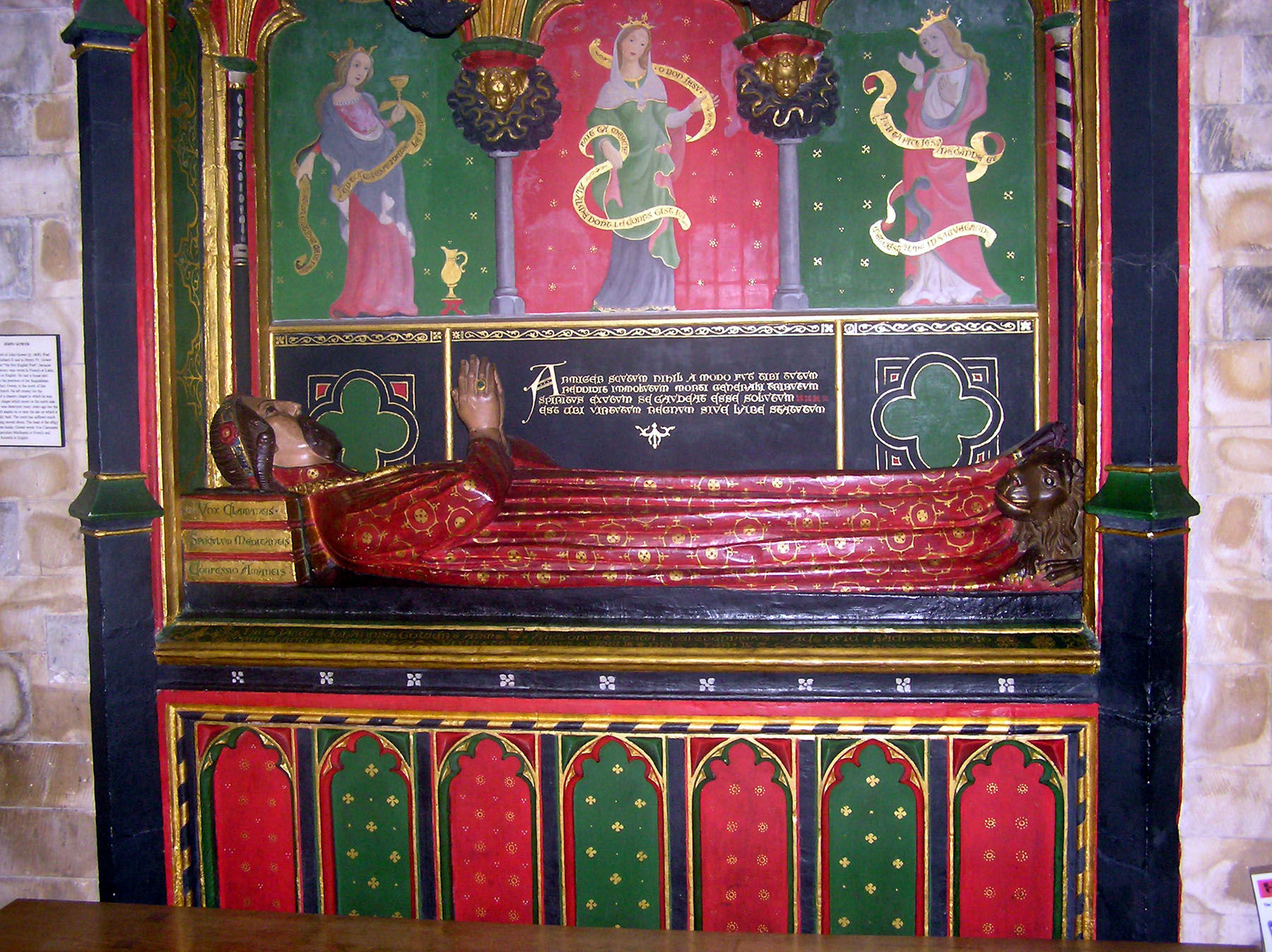
Pomník Johna Gowera z 15. století. Barevná výzdoba (polychromie) byla stále obnovována, což je neovyklé.

V 90. letech 14. století kostel znovu poškodil požár a okolo roku 1420 winchesterský biskup Henry Beaufort pomáhal s přestavbou jižního transeptu a dokončením věže.
Po reformaci a zrušení klášterů se stal farním kostelem Krista Spasitele. Byl v diecézi winchesterské do roku 1877, kdy ho spolu s dalšími farními kostely na jihu Londýna přesunuli do diecéze rochesterské. Nynější budovu postavili mezi léty 1220–1420 a zachovala se převážně v gotickém stylu, ačkoliv loď v druhé polovině 19. století zrekonstruoval anglický architekt Arthur Blomfield.

### 16. a 17. století
Za panování královny Marie, která získala přídomek Krvavá Marie, anglicky „Bloody Mary“, se zde konaly procesy s kacíři. V lednu 1555 tu bylo odsouzeno na smrt šest vysoce postavených kněží, včetně biskupa z Gloucesteru.

#### Southwark Cathedral a bratři Shakespearové
Jako farní kostel pro oblast při jižním břehu Temže (Bankside) měl těsné vazby na velké alžbětinské dramatiky. Bratr Williama Shakespeara Edmund zde byl pohřben v roce 1607. Jeho hrob nebyl označen, ale do podlahy chóru později vsadili kamennou pamětní desku.
V kostele je od roku 1954 velké skleněné okno s barevnou mozaikovou výplní věnované Williamu Shakespearovi se scénami z jeho her a z roku 1912 socha z alabastru, kde dramatik drží v ruce psací brko.

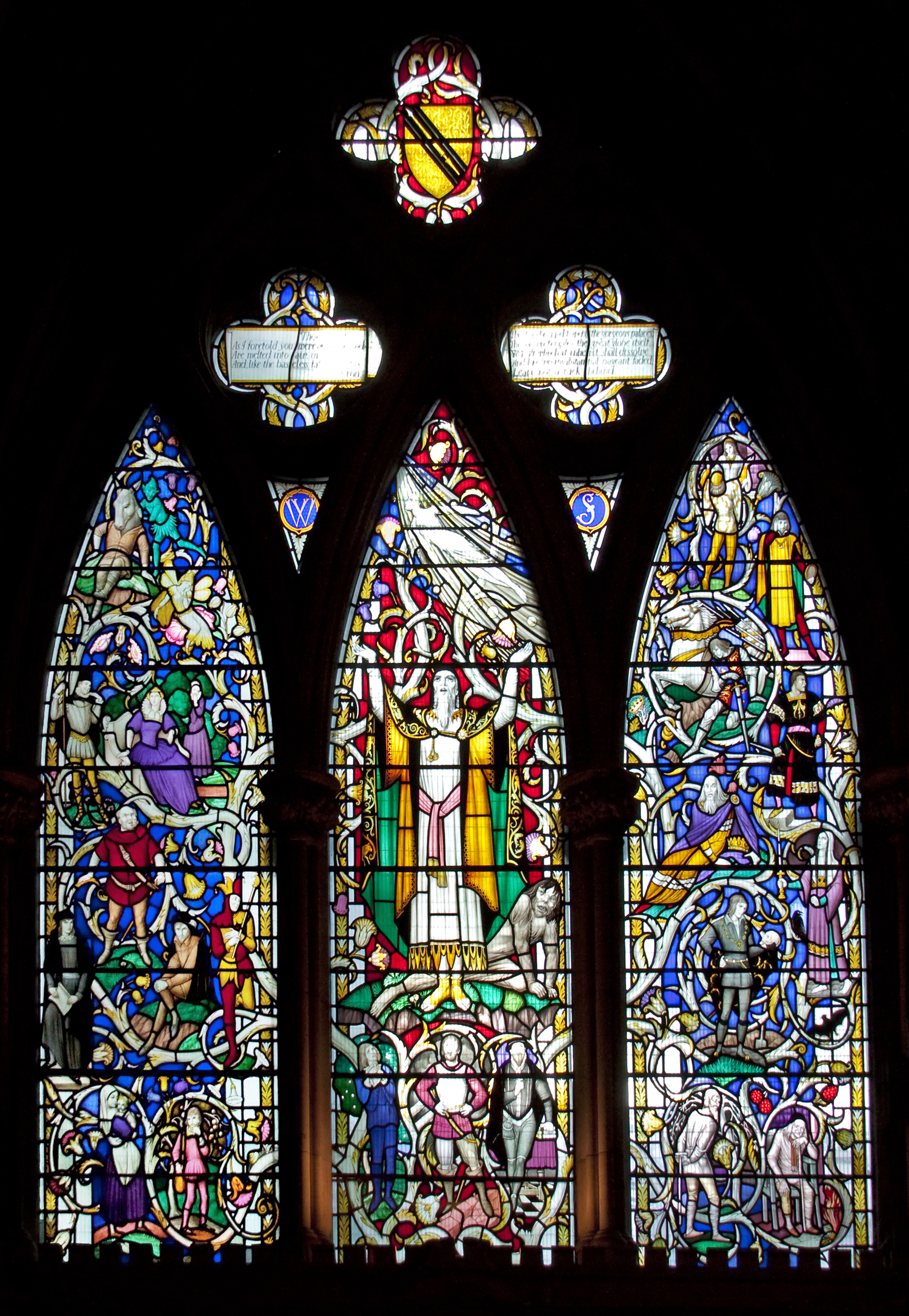
Shakespearovo okno v Southwark Cathedral

#### Southwark Cathedral a John Harvard
Byl zde pokřtěn John Harvard (1607–1638), anglický kněz a emigrant, pokládaný za předního zakladatele Harvardovy univerzity, nejstarší univerzity v USA, protože jí mimo jiné po sobě zanechal knihovnu čítající několik stovek svazků.

#### Southwark Cathedral a Václav Hollar
Právě z úhlu pohledu z věže kostela Krista Spasitele v roce 1647 český umělec Václav Hollar nakreslil panorama Londýna, na němž přesně zachytil podobu města v 17. století (Dlouhý pohled na Londýn ze čtvrti Bankside). O více než tři staletí později byla tomuto rytci a grafikovi v lodi katedrály odhalena pamětní deska, kterou vytvořil český sochař František Bělský. Kromě Hollarova portrétu deska obsahuje verše londýnského antikváře a rytce George Vertuea z roku 1745.